# 廖添丁 - 稀代兇賊の最期
《廖添丁 - 稀代兇賊最期》，是由創遊遊戲製作、霓禱遊戲發行的2D橫向捲軸動作遊戲，於2021年11月2日發售。該遊戲是2004年Flash遊戲《神影無蹤廖添丁》的重製版續作，以台灣日治時期盜賊廖添丁為主角，敘述他劫富濟貧的鄉野奇談。

## 遊戲機制
《廖添丁 - 稀代兇賊最期》為2D橫向卷軸動作遊戲，玩家操控廖添丁，行走於日治時期的大稻埕，使用尺二攻擊敵人，並以紅跤巾搶奪敵人身上的武器，此時廖添丁不能使用預設的武器攻擊，偷取新武器後會自動丟棄舊有的偷竊武器。廖添丁可使用的武器還包括斧頭、手槍、棍棒、投石等，玩家可以在奉茶櫃台存檔、食用刈包恢復體力。除了動作元素，遊戲中尚有四色牌小遊戲，能力配置系統以及物品蒐集要素，可蒐集的物品超過一百種，包括日治時代的廣告傳單、書籍、零食等，這些物品不僅能強化廖添丁的能力，道具的說明也有助於了解當時的時代背景。廖添丁還能用搶來的錢升級武器、救濟乞丐、解決百姓的麻煩，因此遊戲中也出現許多日治時代的名人，如蔡雪溪、汪水泉等。遊戲共有四個平台關卡和六個魔王戰，在難易度方面，遊戲設有兩種模式，分別是「俠盜模式」（簡單）和「兇賊模式」（困難），並可返回曾經通過的關卡再次遊玩。

## 情節

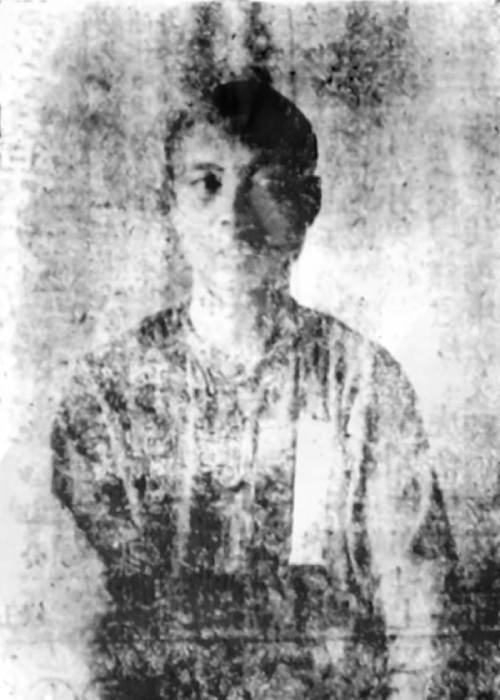
廖添丁在臺灣總督府官方文件中的檔案照，該檔案建立於1909年。

1895年，清廷在甲午戰爭中戰敗，與日本簽訂馬關條約，將臺灣與澎湖割讓日本，臺灣百姓出現各種抗日活動，劫富濟貧的廖添丁是抗日份子中最為活躍的一位。廖添丁在返回大稻埕後，教訓了販賣假茶的茶行老闆王文長，從他手中取得一枚令牌。廖添丁在被警察松本帷一追捕的過程中，結識抗日組織二十八宿會的成員清風和首領丁棚，丁棚告知這枚令牌是把鑰匙，可用於開啟海賊蔡牽的妻子蔡牽媽的陵墓「瑤陵」，而且尚有兩枚令牌在他人手中。另一方面，曾主導雲林大屠殺的島田雄之進接任臺北北警察署長官。
之後廖添丁參與二十八宿會竊取警方軍火的計畫，並在青梅竹馬──江月樓歌妓阿乖的幫助下，男扮女裝潛入江月樓，從商人高衍榮手中盜得第二枚令牌，並在過程中與黑龍會的女忍者川島輝夜交戰。之後，敗戰的川島輝夜被投靠黑龍會與川島兩人一組的另一刺客西螺拳師陳良久救走。廖添丁得知第三枚令牌在龜山理平太手中，而龜山理平太正準備搭火車前往九份，廖添丁便上火車劫走令牌，但他在得手後，令牌隨即被陳良久搶走。廖添丁在獅球嶺擊敗陳良久後，兩人放下前嫌，趕來的島田開槍朝廖添丁射擊，陳良久替他擋下子彈身亡，殺人罪嫌則被島田嫁禍給廖添丁。
廖添丁取得了三枚令牌，不料令牌卻被丁棚騙走，原來丁棚和清風是為島田效力的台奸，他們聽從島田指示，以二十八宿會為障眼法，將抗日分子一網打盡。島田獲得了三枚令牌後往瑤陵而去，廖添丁和松本帷一合力擊敗丁棚後，隻身趕往瑤陵阻止島田。另一方面，清風在大稻埕四處散播假消息，廖添丁的好友阿林誤信謠言，以為廖添丁出賣了台灣人，拿著清風給的槍跟了上去。
島田雄之進開啟瑤陵並取得裡面的七枷寶劍，廖添丁與他展開激戰，獲勝後逃到荖阡坑並遇到阿林，阿林舉槍要殺廖添丁。故事有多重結局，若玩家未達成特定條件，廖添丁會如同史實所載，命喪荖阡坑；若玩家達成特定條件，則可令廖添丁逃過死劫，回清水與阿乖相廝守。

## 製作

### 背景
廖添丁為台灣日治時期知名盜賊，犯下多起搶劫、偷竊案，被後世講古人和故事描述成劫富濟貧的抗日義賊。業餘遊戲製作者林秉舒將廖添丁的生平故事進行改編，在2004年製作出Flash遊戲《神影無蹤廖添丁》，作為其在國立台灣藝術大學的碩士畢業論文的一部分，打算嘗試本土題材在遊戲市場上的接受度，之所以選擇廖添丁，是因為他的發揮空間很大。原構想設計有6關，但受限於畢業時程而縮短成2關，之後也因為工作繁忙，並未完成後續關卡。遊戲在林秉舒畢業之前推出，自推出以來廣受歡迎，林秉舒也因此受到電視採訪，兩個月內便有超過65萬人次遊玩，被認為是台灣「七八年級生」（1981年至2000年出生者）的共同回憶，然而一直未製作的第3關也被稱為是「有生之年內無法玩到的作品」。
2011年，林秉舒進入遊戲公司鈊象電子任職，之後王峻偉也進入鈊象任職，當時兩人在下班時間就已經會合作製作獨立遊戲，這期間林秉舒一直有在思考完成《廖添丁》，但也擔心成品不佳，所以一直沒能完成，只是把靈感記下。2019年，先後離開鈊象的兩人受到某家傳產公司的資助，計畫開發《廖添丁》，他們找來曾任職傳奇網路、智樂堂等遊戲公司的夥伴，組成「烏白馬工作室」，由王峻偉擔任執行長，以9人左右的團隊規模，於2019年4月正式啟動專案，預計在兩年內開發完成並上市。團隊中包含三位程式設計師、兩位遊戲企劃，其餘皆是美術設計師。然而在2020年底，傳產公司評估後決定撤資以停損，使遊戲一度胎死腹中，團隊也暫時解散，當時的完成進度約為六至七成。在與原投資者協調後，對方願意出售《廖添丁》的IP讓團隊繼續開發，王峻偉便四處籌錢、尋求母校國立臺灣科技大學協助、並找到新投資人，成立「創遊遊戲」，在新創投資機構創夢市集的協助下，獲得新台幣300萬的資金，得以在2021年1月繼續開發遊戲。製作停滯約一個半月，而團隊評估購回IP至2021年11月遊戲正式上市前的成本，約為新台幣一千萬元。王峻偉曾分享自己堅持要完成遊戲的原因之一，就是「不知道怎麼向孩子說明，爸爸曾做了一個有頭無尾的東西。」創夢市集總經理傅慧娟表示，開發團隊的經歷、技術、專業分工皆已達標準，且產品已經開發到三分之二，更有過去Flash版的玩家基礎，進入市場後有賺錢的潛力。

### 開發

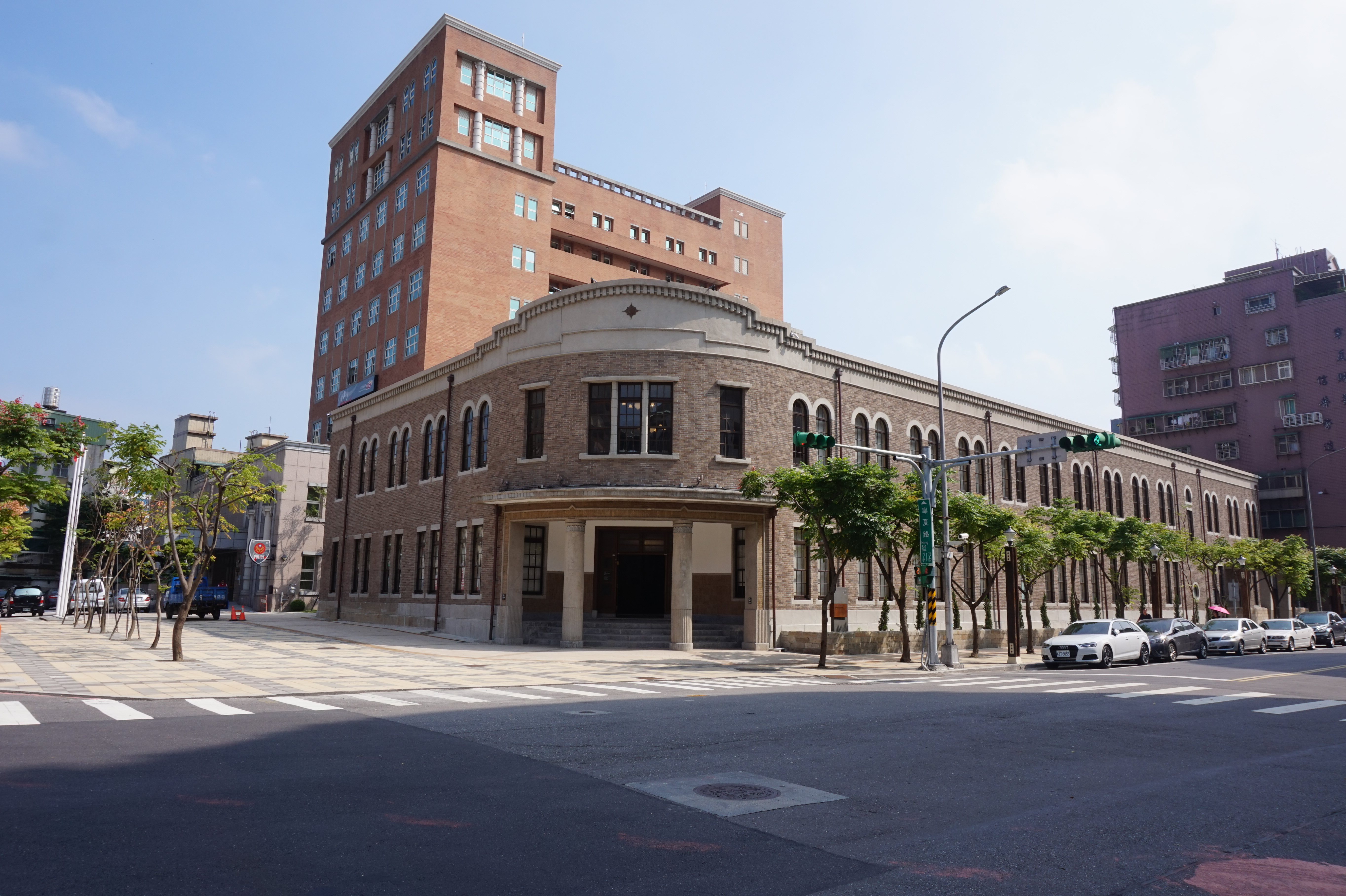
遊戲第二章的主要場景，臺北北警察署

雖然許多團隊成員都有製作手機遊戲的經驗，但並未考慮過將《廖添丁 - 稀代兇賊最期》製作成手機遊戲，因為手機的效能無法呈現出複雜又有趣的動作遊戲，而且出於情感上的考量，團隊成員多從家用電腦和家用主機最興盛的時代開始玩遊戲，都很懷念單機遊戲。《廖添丁 - 稀代兇賊最期》的劇本和關卡都依循林秉舒的早期構思，依據廖添丁生涯的重大事件安排，遊戲形式也維持原本的2D橫軸，但在前後景結合3D技術。在美術方面，團隊曾經考慮過延續Flash的風格，但大眾的接受度可能不高，而且也非團隊的美術人員擅長的風格，團隊原先考慮過以日本漫畫或美式漫畫風格來呈現，但這些類型在市場上並不突出，所以改為台式漫畫，但台式漫畫欠缺代表性的元素，在團隊討論一個多月後，定案以香港漫畫的風格呈現故事，團隊的想像是，玩家開啟了一本1980年代左右的《廖添丁》漫畫，遊戲首頁便是一本漫畫書，遊戲中的過場動畫、UI設計的狀聲詞也都取自漫畫元素，而角色在遊戲中死亡時，畫面會呈現出「漫畫往前翻兩頁並繼續遊玩」。對於兼顧史實和遊戲性的取捨，團隊考量廖添丁的傳奇已被吳樂天或電視劇改編得十分精采，為了呈現出與這些版本的差異，團隊反而選用史實上的事件，並以這些材料撰寫出真假參半的故事，而團隊也積極地運用《廖添丁 - 稀代兇賊最期》來傳遞日治時代的故事，包括日治時代的食衣住行和台灣文化，雖然以抗日為背景，可能會讓日本玩家覺得尷尬，但團隊並不希望遊戲內容冒犯到任何人，也並未強調民族衝突。
在關卡設計方面，最初的劇情和地圖版本是成品的兩倍長，有12個或13個頭目，但是出於成本考量而東刪西減，最後遊戲時長估計為5至8小時。刪除部分包括：第五關的頭目原先是有許多招式的法師，但成品版本只會召喚手下；配角紅龜的戲份被大幅削減，甚至有一個開發版本完全沒有紅龜。團隊認為成品版本的第一關和第二關仍然偏長，但如果要將之縮短，則整個遊戲的內容會過短，如果要另外設計一個新關卡，則美術方面會不敷成本，儘管有討論其他解方，但沒有時間完成。頭目戰是設計上最耗心力和資源的環節，每個頭目都耗費一至三個月來製作，而且原先版本的難度更高。例如在最初版本「兇賊模式」（困難模式）中最終頭目的第三階段技能，只要一碰到角色就會讓角色直接死亡，而第一關的頭目由於是最先設計，在成品版本中並未被削弱太多。林秉舒表示，團隊裡有三個高難度動作遊戲《隻狼：暗影雙死》的白金級玩家，所以不知不覺把遊戲作得很難，還加入類似該遊戲的潛行玩法及隨機地圖等內容，但考量到兩年的製作時程，便捨棄這些構思。同時為尋求更廣大的市場，製作團隊決定降低遊戲難度，並將遊戲分成兩個級別。此外，原先版本為了體現劫富濟貧的精神，廖添丁在救濟乞丐時，乞丐並不一定會有所回報，但團隊測試完後認為玩家給錢後沒有得到回報一定會生氣，所以改成必定回報道具給玩家。遊戲中的四色牌小遊戲在製作上運用了團隊在鈊象時期製作博奕遊戲《明星三缺一》的經驗，最初目的只是希望安插一個小遊戲，因此規則並不複雜，策略成分也很低。
遊戲標題引自《臺灣日日新報》當年報導廖添丁死訊時使用的標題。

### 語文
在開案時就確定製作華文、英文版本，後來加入日文，並請國際發行商霓禱遊戲協助翻譯俄文、德文，以避免因翻譯失誤而可能導致的風險，此外霓禱遊戲還協助投放廣告、聯絡歐美的KOL、協助申請移植家用主機，也找來日本虛擬YouTuber茸茸鼠進行實況。
為符合時代背景，遊戲中大量運用台語，遊戲介面還可以選擇「台文」，為首款使用台文的電子遊戲，用字採用臺灣教育部推薦用字。音樂、音效、配音，聽覺饗宴由前進之聲有限公司-音樂總監：褚治軒 A.C 統籌規畫，遊戲中包含多首融合現代及傳統曲風的原創配樂，並結合台灣音樂的元素。配音包含台語和日語，為降低製作成本，許多配音由製作團隊和其親朋好友協助，而比較重要的角色則請專業人士擔綱，製作團隊本來預計邀請以講述廖添丁傳奇的講古名人吳樂天配音，但吳樂天在2019年3月過世，便在老師的引薦下請吳樂天的弟子吳國禎擔任遊戲旁白，並購買唸歌藝術家楊秀卿的過去錄製的唸歌授權，在遊戲中使用。

## 評價
2020年2月，《廖添丁 - 稀代兇賊最期》開發中的消息被傳到PTT時便引起熱烈反應，讓林秉舒感到意外。遊戲於2021年11月2日發售，當日即登上Steam平台的銷售排行第二名，團隊原本預計遊戲可憑藉抗日題材在中國大陸市場上獲得好評，但銷售也不如預期。在Steam上獲得95%的的「壓倒性好評」，製作團隊為回應支持，也在發行商企畫下開辦了競速破關比賽。此遊戲更在科隆電玩展獲得最佳遊戲第三名、最佳劇情第三名，並且在中國獨立遊戲大賞入圍最佳聽覺獎、最佳視覺獎及最佳遊戲，也在2022年的獨立遊戲獎（Indie Game Award）中獲得最佳劇情。
遊戲實況主魯蛋實況遊玩了《廖添丁 - 稀代兇賊最期》，魯蛋最初選擇了「台文」選項進行遊玩。而小說家朱宥勳對此撰文評論，朱宥勳提到魯蛋的台語能力雖然不錯，但他並不諳台文，因此過程中試圖以自己的方式理解詞意，並友善地提醒觀眾應該潛心學習台文。朱宥勳稱這是台語創作史上少見的奇景，而近年來也有越來越多能享受台文創作的玩家或閱聽人，足以證明台灣本土語言創作環境的改善。

## 外部連結
- 官方网站 （繁體中文）